# (9293) Kamogata
(9293) Kamogata est un astéroïde de la ceinture principale.

## Description
(9293) Kamogata est un astéroïde de la ceinture principale. Il fut découvert le 13 décembre 1982 à Kiso par Hiroki Kosai et Kiichiro Hurukawa. Il présente une orbite caractérisée par un demi-grand axe de 3,19 UA, une excentricité de 0,12 et une inclinaison de 1,7° par rapport à l'écliptique.

## Compléments